# Смокі Робінсон
Смо́кі Ро́бінсон (англ. William «Smokey» Robinson, Jr., справжнє ім'я Вільям, англ. William; нар. 19 лютого 1940, Детройт, Мічиган, США) — вокаліст, композитор, автор текстів, продюсер.
1955 року під час навчання у детройтській «Northern High School» утворив гурт The Miracles, а під кінець десятиріччя, як лідер цієї групи, став одним з головних виконавців локальної музичної сцени. Гарні вокальні можливості Робінсона з легкістю дозволяли йому співати фальцетом. З 1957 року він почав творити власні варіації на тему ритм-енд-блюзових хітів. Цього ж року Робінсон познайомився з Беррі Горді, який тоді писав пісні для зірки ритм-енд-блюзу Джекі Вілсона. Вокальний талант та композиторські здібності справили на Горді велике враження і він взяв під свою опіку гурт The Miracles. 1958 та 1959 року Горді влаштував контракти на запис з різними фірмами та продюсував цілу низку синглів The Miracles, a автором всіх композицій та виконавцем головних вокальних партій був Смокі Робінсон.
1960 року Горді вже як власник фірм «Motown» уклав угоду з членами The Miracles і побічно почав готувати Робінсона на роль свого заступника. Під час початкового періоду існування «Motown» Робінсон був заангажований у різні справи фірми. Він не тільки компонував, записував та продюсував записи свого гурту, а також брав участь у промоційних акціях та організовував прослуховування для молодих талантів. Першим успіхом Робінсона, як продюсера, був сингл The Miracles з піснею «Way Over There». Незабаром він став менеджером Мері Уеллс та The Supremes. Уеллс, як одна з підопічних Робінсона, здобула найбільший успіх.
У період 1962–1964 років Смокі написав та реалізував цілу серію хіт-синглів, наприклад, «You Beat Me To The Punch», «Two Lovers» та «My Guy», які підтвердили його композиторський талант писати пісні серйозніші ніж банальні хіти для підлітків. Вплив Робінсона на кар'єру Уеллс був настільки великим, що після відходу з «Motown» 1964 року вона не змогла повторити свого успіху. З іншого боку, Робінсону не вдалось довести до такого високого рівня, The Supremes, як гурт The Temptation, що був теж пов'язаний з «Motown». У 1964 та 1965 роках Смокі писав для неї ліричні та динамічні хіти, що призвело до значного росту популярності The Temptation. Серед відомих тоді композицій були, наприклад: «The Way You Do The Things You Do», класична балада «My Girl», танцювальна «Get Ready», а також «Since I Lost My Baby»" та «'It's Growing». Робінсон був співавтором двох відомих хітів Мервіна Гейя — «Ain't That Peculiar» та «I'll Be Doggone».
Хоча протягом шістдесятих років Робінсон постійно працював штатним продюсером та менеджером, він ніколи не забував про The Miracles і завжди залишався його лідером. До того ж ще 1959 року Робінсон закохався у члена цієї групи Клодетт Роджерс, внаслідок чого з'явились такі хіти The Miracles, як «You've Really Got A Hold On Me» та «Oooh Baby Baby». Робінсон писав також пісні на замовлення, співпрацюючи при цьому з Ронні Уайтом з The Miracles та Мервом Тарпліном — гітаристом, що був пов'язаний з «Motown». Боб Ділан без тіні іронії висловився про Смокі Робінсона, як про найкращого поета. Ніби у підтвердження цих слів, Робінсон повністю проявив свою майстерність, коли написав тексти таких балад, як «The Love I
Saw In You Was Just A Mirage» та «І Second That Emotion». Проте популярність записів The Miracles протягом наступних двох років дещо знизилась і лише 1969 року їхня записана ще 1965 року композиція «The Tracks Of My Tears» стала великим хітом у Великій Британії. Через рік черговий архівний сингл «The Tears Of A Clown» (1966) здобув успіх вже по обидва боки Атлантики. Під кінець десятиріччя Робінсон ненадовго повернувся до кар'єри продюсера і композитора, співпрацюючи з групами The Marveletters («The Hunter Gets Captured By The Game») та The Pour Tops («Still Water»).
1971 року Смокі Робінсон оголосив, що збирається залишити групу The Miracles і сконцентруватись на ролі віце-президента фірми «Motown». Через рік після розпаду групи виходом хіт-синглу «Sweet Harmony» та альбомом «Smokey» він розпочав сольну кар'єру. У першій половині сімдесятих років виконавець постійно випускав свої записи, однак значного успіху вони не здобували, хоча нові композиції зовсім не поступались тим, що з'явилися у шістдесятих роках. З часом Робінсон змінив схему і записав контроверсійний твір «Virgin Man» (1974) та альбомом «А Quite Storm» (1975), чим започаткував новий стиль — софт-соул. Хоча наступні сингли «Baby That's Backatcha» та «The Agony & The Ecstasy» непогано продавались серед чорношкірої публіки, їм так і не вдалось здобути великої популярності в Америці, а в Британії його взагалі вважали лише екс-зіркою з легендарної «Motown».
1977 року артист спробував себе як автор музики до фільму і записав альбом «Big Time», який, на жаль, також не здобув визнання у публіки. Однак, коли здавалося, що Робінсон вичерпав всі свої творчі можливості, його черговий сингл «Cruisin» (1979) виявився найпопулярнішим від часів успіху «The Tears Of A Clown». Ця чуттєва балада, що витримана у стилі шістдесятих років, ввела до творчості Робінсона новий мотив — еротизм, значно зміцнивши його ослаблену позицію на музичному ринку. Двома роками пізніше пісня «Being With You» вперше піднялась на вершину британського чарту і зайняла таку ж високу позицію у США.
У вісімдесятих роках Робінсон регулярно записував сингли та альбоми, однак їм бракувало свіжих ідей. Незважаючи на розлучення з Клодетт, Робінсон почав інтенсивніше працювати і два чергові сингли, «Just To See Her» та «One Heartbeat» 1987 року, ставши хітами, принесли йому очікуваний успіх. 1988 року артиста було введено до «Пантеону Слави» рок-н-ролу і він ще й досі залишається одним з ветеранів поп-музики, як видатний вокаліст, композитор та продюсер.
1990 року отримав Grammy Legend Award.

## Дискографія
- 1960 — Ні! We're The Miracles
- 1961 — Cookin' With The Miracles
- 1961 — Shop Around
- 1962 — I'll Try Something New
- 1962 — The Christmas With The Miracles
- 1963 — The Fabulous Miracles
- 1963 — The Miracles Live On Stage
- 1963 — Doin' Mickey's Monkey
- 1965 — Greatest Hits From The Beginning
- 1965 — Tribute To The Great Nat King Cole
- 1965 — Going To A Go-Go
- 1967 — Make In Happen
- 1968 — Greatest Hits Volume 2
- 1968 — Special Occasion
- 1969 — Live!
- 1969 — Time Out
- 1969 — Four In Blue
- 1970 — What Love Has Joined Together
- 1970 — Pocket Full Of Miracles
- 1971 — One Dozen Roses
- 1972 — Flying High Together
- 1972 — 1957–1972
- 1973 — Smokey
- 1974 — Pure Smokey
- 1975 — A Quiet Storm
- 1975 — Smokey's Family Robinson
- 1977 — Deep In My Soul
- 1977 — Big Time
- 1978 — Love Breeze
- 1978 — Smokin'
- 1979 — Where There's Smoke
- 1980 — Warm Thoughts
- 1981 — Being With You
- 1982 — Yes It's You Lady
- 1983 — Touch The Sky
- 1983 — Blame It One Love & Au The Great Hits
- 1984 — Essar
- 1986 — Smoke Signals
- 1987 — One Heartbeat
- 1990 — Love, Smokey
- 1993 — The 35th Anniversary Collection